# 和田堰

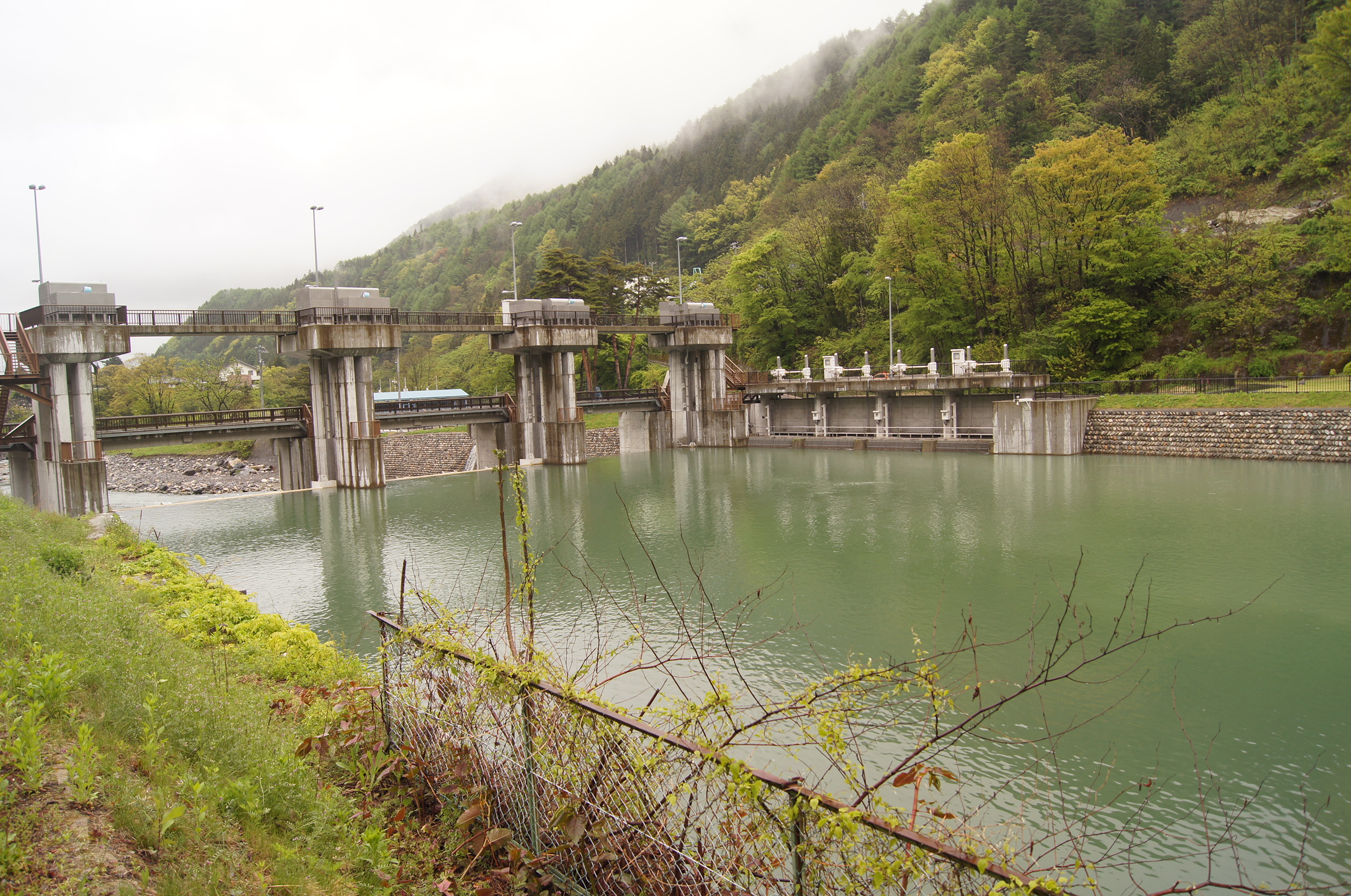
和田堰の水を取水している梓川頭首工。ここで取水された水は各方面にわけられるが、昭和電工赤松発電所で発電の用に供された水が、さらに和田堰に流れるように今は造られている

和田堰（わだせぎ）は、長野県松本市を流れる灌漑用の用水路。
梓川から取水している。
水流量は多く、長野県道25号と交差する辺りで川幅10メートルを超す。この用水路の灌漑水は、同市の波田下の段から、和田、新村、神林、島立、島内に至る約2700haの水田を潤している。成立は古く、10世紀初頭（平安中期）を示唆する郷土史家の説もある。

## 概要
堰（せき）は一般に、水をせき止めて用水を取り入れる目的で河川や湖沼に設けられる構造物や、水路の水位・流量を調節するために造った構造物を指す。また、そこから取り入れた用水を流すために人工的に造った用水路のことを言い、この場合には「せぎ」と読む。和田堰もその1つである。
アルピコ交通（通称・松本電鉄）上高地線とは、分岐した水路の2本が三溝駅東方約200mで直交している（川幅は狭い）。この辺りでは、周囲の土地よりも堤防の方が2mほど高い人工の天井川になっている。造られた平安時代における測量技術・土木技術の高さを示すものである。
同じ波田地区内には、他に波田堰・黒川堰の2つがある。長野県道25号塩尻鍋割穂高線と交差する辺りでは、和田堰は最下段の河岸段丘の下で梓川と同じ高さにある。しかし、波田堰は下から3つめの河岸段丘を掘り通す高さに造られている。黒川堰は、山の中を通り、上波田寺山において山麓に出て、さらに山麓を掘り通すように造られている。

## 歴史
『和名抄』（937年）では、筑摩郡にある6つの郷の1つとして大井郷がある。大井郷は、波田赤松の牧ノ内に人工の堰堤を設け、大井口水門から下流に大井堰（和田堰の別称）を流し、この灌漑水によって開かれた郷であると言われる。この考え方では、937年以前に和田堰（大井堰）が完成し、その効果として大井郷ができていたことになる。和田堰は、流路も長く、周囲の土地よりも堤防が高い場所さえ見られる（成立当時もそうだったか、未確認。その部分は支流なのか、未確認）。したがって、高度な測量技術・土木技術が必要だったはずで、上の論者は、朝鮮渡来の秦氏（京都の嵐山渡月橋にある大堰堤も秦氏が造ったものと言う）の関与を指摘している。また914年（延喜14年）には、秦岑範（はたみねのり）が信濃少目（しょうさかん）を、1044年（寛徳元年）には秦今武が信濃掾（じょう）を務めていることが確認でき、秦氏は実際にこの地に関与していたと言う。